# Svalbarðsströnd
Die Landgemeinde Svalbarðsströnd (isländisch Svalbarðsstrandarhreppur) liegt im Norden Islands in der Region Norðurland eystra.
Am 1. Januar 2023 hatte die Gemeinde 485 Einwohner, davon lebten 268 im Hauptort Svalbarðseyri.

## Geografie

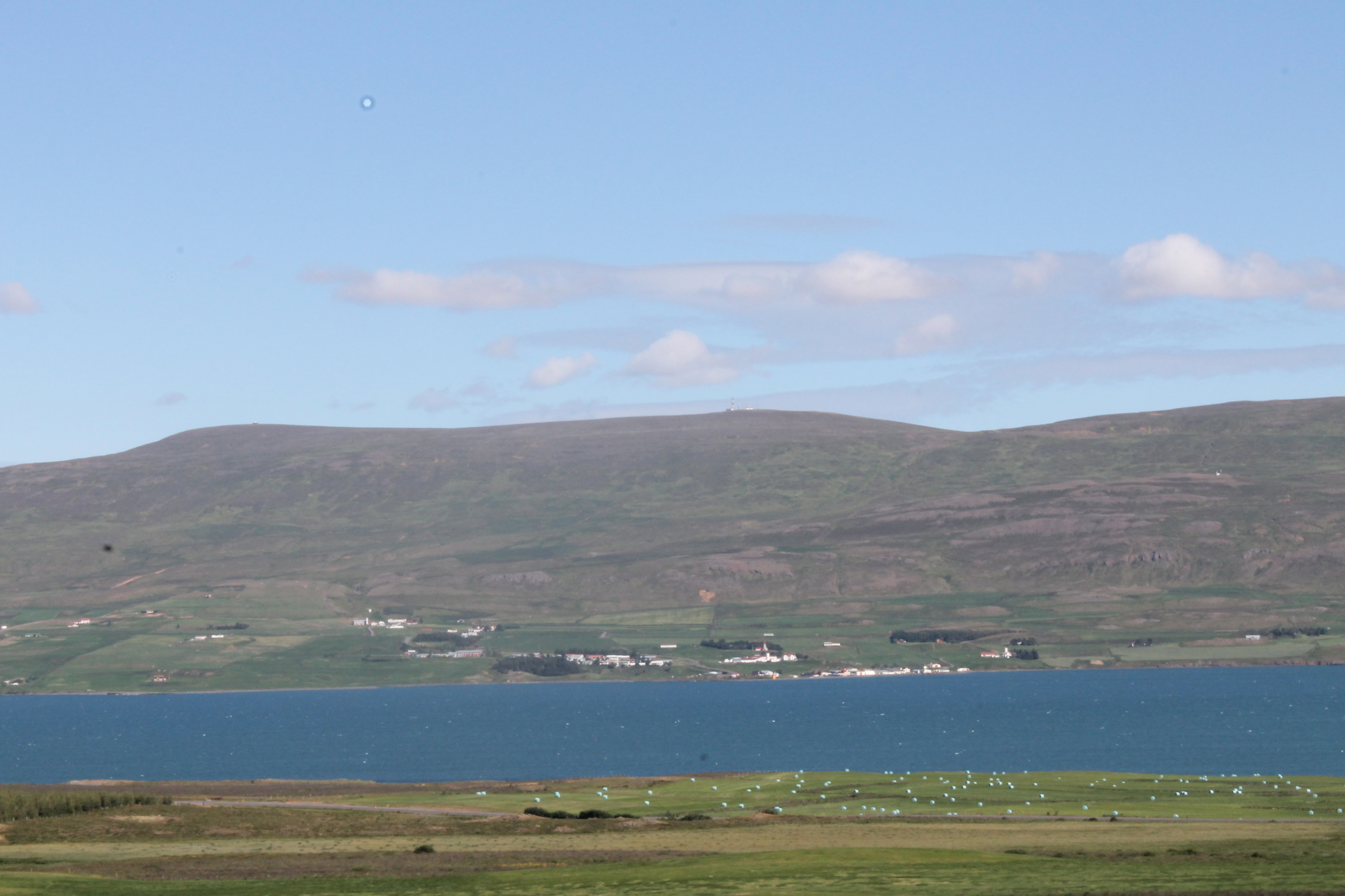
Svalbarðseyri am Eyjafjörður.

Die Gemeinde liegt am Ostufer des Eyjafjörður. Die nächstgrößere Stadt ist Akureyri, die am Fjord genau gegenüber liegt.
Nördlich von Svalbarðsströnd liegt die Gemeinde Grýtubakkahreppur, im Osten Þingeyjarsveit und im Süden Eyjafjarðarsveit.
Östlich des Hauptorts Svalbarðseyri befindet sich die Vaðlaheiði sowie (bereits im Gemeindegebiet von im Osten Þingeyjarsveit) das bewaldete Fnjóskadalur.
Im Südosten der Gemeinde liegt der See Veigastaðavatn. Bei Svalbarðseyri mündet der Fluss Ljótsstaðaá in den Eyjafjörður.

## Geschichte
Einer Eingemeindung nach Akureyri wurde in einem Referendum am 8. Oktober 2005 eine Absage erteilt.

## Einwohnerentwicklung
| Jahr * | Einwohner |
| ------ | --------- |
| 1997   | 342       |
| 2003   | 376       |
| 2004   | 365       |
| 2005   | 382       |
| 2006   | 381       |
| 2009   | 396       |

* jeweils zum 1. Dezember 